# Sule Utura
Sule Utura (ur. 8 lutego 1990) – etiopska lekkoatletka specjalizująca się w biegach średnich oraz długich. 
W 2007 roku na mistrzostwach świata w biegach na przełaj była w rywalizacji juniorek czwarta, a etiopska drużyna w tej kategorii wiekowej zdobyła brązowy medal. Po tym sukcesie latem tego samego roku uplasowała się na trzeciej pozycji w biegu na 3000 metrów podczas mistrzostw świata juniorów młodszych. Mistrzyni świata juniorek w biegu na 5000 metrów z 2008 roku, w kolejnym sezonie zdobyła na tym dystansie brąz juniorskiego czempionatu Czarnego Lądu. Na mistrzostwach świata w biegach przełajowych w 2009 indywidualnie była szósta w biegu juniorek, a drużyna etiopska wywalczyła złoto. Uplasowała się na piątym miejscu mistrzostw Afryki w Nairobi (2010), a rok później wygrała biegi na 5000 i 10000 metrów podczas igrzysk afrykańskich. Złota medalistka mistrzostw Etiopii.
Rekordy życiowe: bieg na 3000 m – 8:43,72 (7 lipca 2010, Retimno); bieg na 5000 m – 14:44,21 (23 maja 2010, Szanghaj). 

## Osiągnięcia
| Rok  | Impreza                               | Miejsce   | Konkurencja           | Pozycja     | Wynik    |
| ---- | ------------------------------------- | --------- | --------------------- | ----------- | -------- |
| 2007 | Mistrzostwa świata w biegu na przełaj | Mombasa   | bieg juniorek na 6 km | 4. miejsce  | 21:13    |
| 2007 | Mistrzostwa świata w biegu na przełaj | Mombasa   | drużyna juniorek      | 3. miejsce  |          |
| 2007 | Mistrzostwa świata juniorów młodszych | Ostrawa   | bieg na 3000 m        | 3. miejsce  | 9:06,48  |
| 2008 | Mistrzostwa świata juniorów           | Bydgoszcz | bieg na 5000 m        | 1. miejsce  | 16:15,59 |
| 2009 | Mistrzostwa świata w biegu na przełaj | Amman     | bieg juniorek na 6 km | 6. miejsce  | 20:38    |
| 2009 | Mistrzostwa świata w biegu na przełaj | Amman     | drużyna juniorek      | 1. miejsce  |          |
| 2009 | Mistrzostwa Afryki juniorów           | Bambous   | bieg na 5000 m        | 3. miejsce  | 16:13,09 |
| 2010 | Mistrzostwa Afryki                    | Nairobi   | bieg na 5000 m        | 5. miejsce  | 16:26,21 |
| 2011 | Igrzyska afrykańskie                  | Maputo    | bieg na 5000 m        | 1. miejsce  | 15:38,70 |
| 2011 | Igrzyska afrykańskie                  | Maputo    | bieg na 10000 m       | 1. miejsce  | 33:24,82 |
| 2013 | Mistrzostwa świata w biegu na przełaj | Bydgoszcz | bieg seniorek na 8 km | 28. miejsce | 25:43    |
| 2013 | Mistrzostwa świata w biegu na przełaj | Bydgoszcz | drużyna seniorek      | 2. miejsce  |          |